# HD 101364

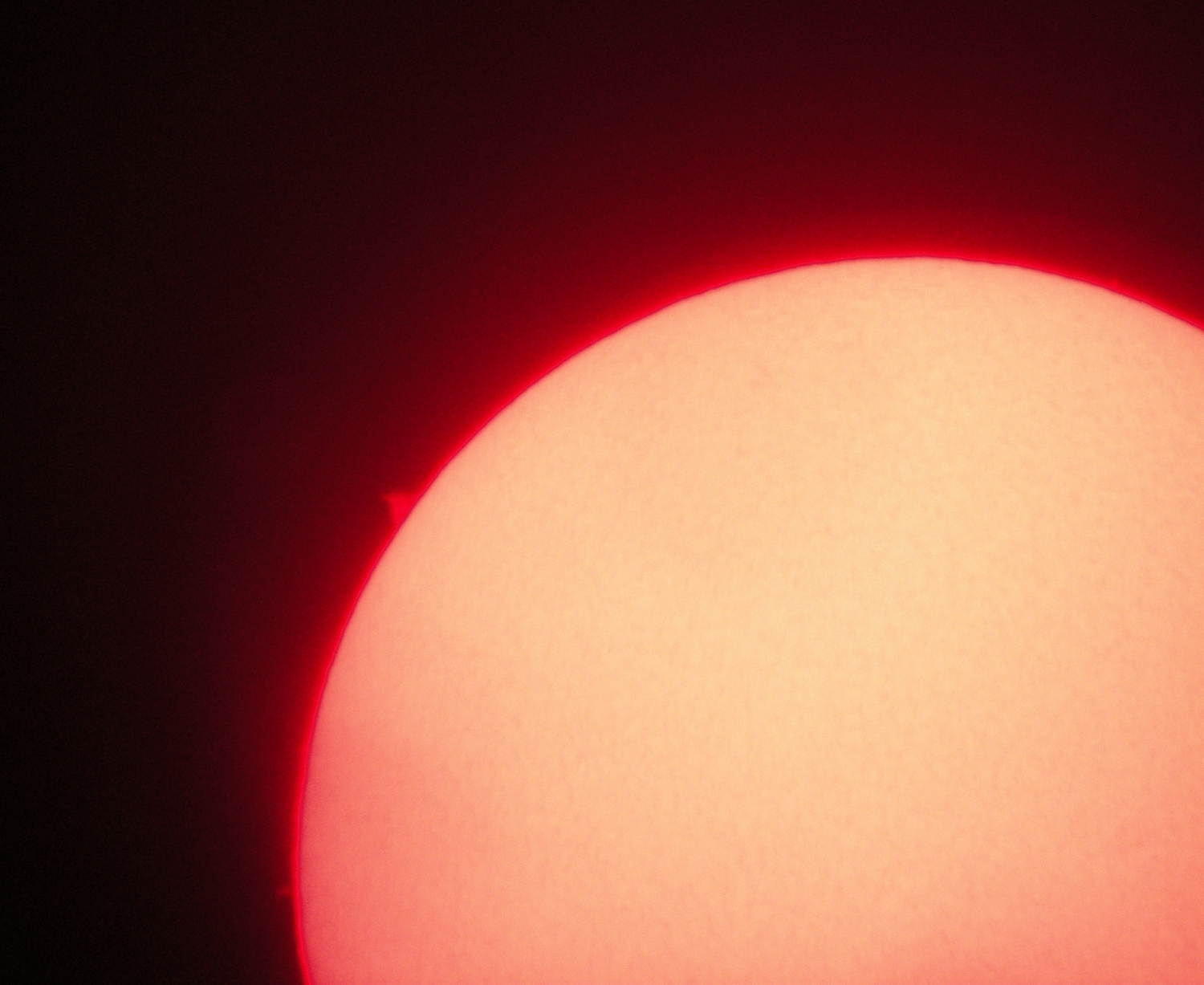
Estrella en la constelación del Dragón. Enana amarilla de tipo espectral.

HD 101364 (HIP 56948) es una estrella en la constelación del Dragón de magnitud aparente +8,70. Se localiza en la región este de la constelación, 52 minutos de arco al oeste de Giausar (λ Draconis). Está situada a 212 años luz de distancia del sistema solar. 

## Características físicas
HD 101364 es una enana amarilla de tipo espectral G5 según consta en la base de datos SIMBAD. Sus características físicas así como su composición química, prácticamente iguales a las del Sol, la convierten probablemente en el gemelo solar más cercano a nuestra estrella. Con una temperatura apenas 5 K superior a la solar, tiene una masa igual a la del Sol, si bien su luminosidad es un 15% mayor que la luminosidad solar. Parece tener más edad que el Sol, con unos 1200 millones de años más de antigüedad. Su índice de metalicidad, que expresa la abundancia relativa de hierro, es aproximadamente igual al del Sol.
La velocidad espacial galáctica y los parámetros orbitales muestran que, al igual que el Sol, HD 101364 se mueve en una órbita de baja excentricidad (ε < 0,1) cerca del plano galáctico, a una distancia del centro de la galaxia de aproximadamente 8 kiloparsecs. Por lo tanto, tiene una probabilidad de casi el 100% de ser una estrella del disco fino. Además, la distancia máxima al plano galáctico es de sólo unos 50 parsecs.

## Contenido de litio
Las características señaladas anteriormente son compartidas por otros gemelos solares tales como 18 Scorpii y HD 98618, estrellas que sin embargo, muestran un contenido en litio claramente superior al del Sol. De hecho, el Sol parece estar empobrecido en litio en un factor de 10 frente a otras estrellas de disco semejantes.
| Estrella   | N.º catálogo Hipparcos | [Fe/H] dex* | [Li/H] dex* |
| ---------- | ---------------------- | ----------- | ----------- |
| 18 Scorpii | HIP 33277              | +0,04       | +0,53       |
| HD 98618   | HIP 55469              | +0,03       | +0,45       |
| HD 101364  | HIP 56948              | +0,01       | -0,02       |

* dex representa el logaritmo del cociente entre la abundancia del metal en la estrella y la abundancia solar. El valor 0 indica una abundancia igual que en el Sol.
A diferencia de otros gemelos solares, el contenido en litio de HD 101364 es muy próximo al solar. Aunque no se conoce bien la causa de que estrellas tan similares puedan tener contenidos de litio tan diferentes, parece que la masa y la edad están relacionadas con el contenido de este elemento. Los gemelos solares cuya masa es mayor (≈ 3 - 4% más masivos) están menos empobrecidos en litio, por lo que se ha sugerido que esta disminución puede depender exponencialmente de la masa. La otra tendencia aparente es que la abundancia de litio en los gemelos solares parece estar correlacionada con la edad; el contenido de litio decrece ~ 0,1 dex por cada incremento de 350 millones de años en la edad.